# H 65 Höör
H 65 Höör est un club suédois de handball situé à Höör et fondé en 1965.
La section féminine évolue depuis la saison 2011-2012 en Elitserien, le plus haut niveau en Suède.
En 2014, le club remporte la coupe Challenge en battant Issy Paris Hand.

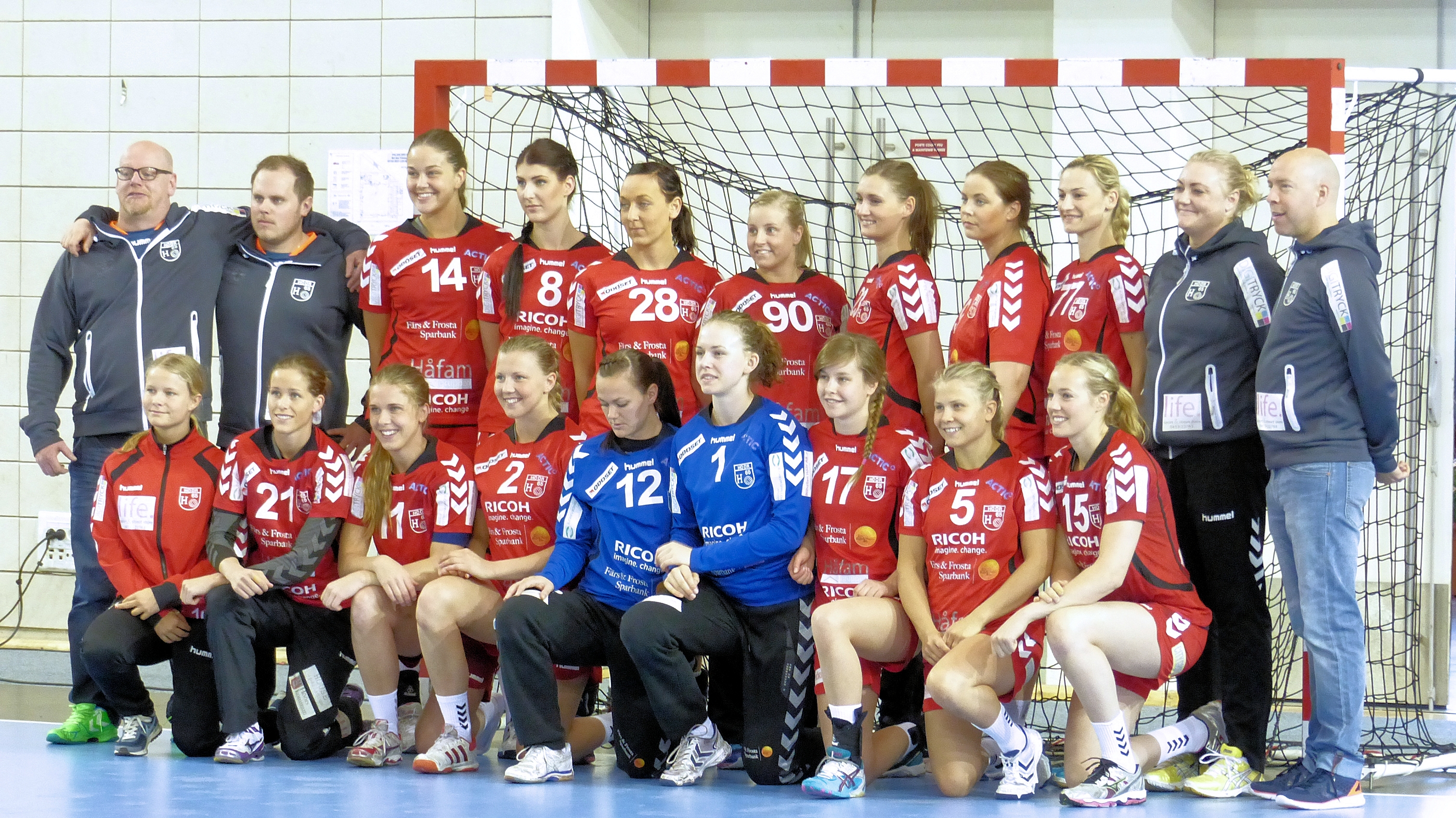
11 mai 2014 - Finale de la coupe Challenge

## Palmarès
compétitions internationales
- vainqueur de la coupe Challenge en 2014

compétitions nationales
- champion de Suède en 2017